# Castillon-Savès
Castillon-Savès ist eine französische Gemeinde mit 335 Einwohnern (Stand 1. Januar 2022) im Département Gers in der Region Okzitanien (vor 2016: Midi-Pyrénées). Die Gemeinde gehört zum Arrondissement Auch und zum Kanton Val de Save (bis 2015: Kanton L’Isle-Jourdain).
Die Einwohner werden Castillonais und Castillonaises genannt.

## Geographie
Castillon-Savès liegt circa 33 Kilometer östlich von Auch in der historischen Provinz Armagnac am östlichen Rand des Départements.
Umgeben wird Castillon-Savès von den fünf Nachbargemeinden:
| Frégouville |                                             | Marestaing  |
|             | Kompassrose, die auf Nachbargemeinden zeigt | Endoufielle |
| Noilhan     | Cazaux-Savès                                |             |

Castillon-Savès liegt im Einzugsgebiet des Flusses Garonne.
Die Save ist ein Nebenfluss der Garonne und bildet die natürliche Grenze zur östlichen Nachbargemeinde Endoufielle.
Nebenflüsse der Save durchqueren das Gebiet der Gemeinde, 
- der Ruisseau du Bigo mit seinem Nebenfluss,
  - dem Ruisseau de Baylac,
- der Ruisseau du Merlé
- der Ruisseau de Laurio mit seinem Nebenfluss,
  - dem Ruisseau des Gassés, und
- der Ruisseau d’en Peyblanc.[2]

## Geschichte
Im Mittelalter bildete sich eine Landschaft zwischen Samatan und L’Isle-Jourdain, das Cogotois. Sie umfasste ungefähr die Gebiete der heutigen Gemeinden Clermont-Savès, Marestaing, Monferran-Savès, Labastide-Savès und Auradé. Der erste Grundherr ließ sich gegen Ende des elften Jahrhunderts auf seiner Burg in Castillon nieder. Vier adelige Familien folgten zwischen 1200 und 1791. Die Familie Marestang herrschten von 1200 bis 1499. Der französische König erhob sie im Jahre 1342 in den Rang von Vicomtes und im Jahre 1470 wurde Géraud de Marestang von König Ludwig XI. zum Ritter erhoben. Aufgrund seiner Klugheit war er im Jahre 1490 einer der Pfleger seines an Wahnsinn erkrankten Lehnsherren Charles d’Armagnac. Da er keinen Nachkommen hinterließ, folgte ein Neffe aus der Familie d’Astarac Fontrailles, eine reiche, einflussreiche und protestantische Familie, die sich durch Brutalität in den Hugenottenkriegen auszeichnete. Im Jahre 1576 ernannte Heinrich IV., damals noch König von Navarra, Michel d’Astarac Fontrailles als Seneschall von L’Isle-Jourdain, gegen 1610 seinen Sohn Benjamin als Gouverneur von Auch, und gegen 1650 wurde sein Enkel Seneschall von Fézensac und des Armagnac. Der Letztgenannte überließ 1677 seinen Titel als Markgraf und seine Güter an à Jean-Paul de Rochechouart, der dreizehn Jahre später die Herrschaft über das Cogotois an Jean Emery de Preissac d’Esclignac aus einer Familie von mutigen Soldaten. Er kämpfte als Musketier und wurde in der Belagerung von Maastricht 1676 schwer verletzt. Seine Tochter heiratete auf der Burg von Castillon Alexandre de Percin de Montguillard de la Valette im Jahre 1714. Seine Enkelin Françoise-Madeleine wurde auf der Burg geboren und heiratete auf der Burg Arnaud de Gontaud-Biron, Graf von Saint-Blancard, im Jahre 1744.
Auch seine Urenkelin Marie de Gontaud Biron heiratete auf der Burg im Jahre 1766 Philippe Maurice de Vissec, Graf von Ganges. Henri de Preissac d’Esclignac, letzter Vicomte des Cogotois, heiratete 1787 Elisabeth Ursula Anna Cordula Xaveria von Sachsen, Nichte von König Ludwig XVI. und Enkelin von August III., Herzog von Sachsen und König von Polen. Diese Heirat hob ihn in den Stand eines Herzogs. Als die Französische Revolution ausbrach, emigrierte der Herzog von Esclignac während der größten Unruhen im Jahre 1791. Seine ehemaligen Untertanen plünderten im Jahre 1793 die Burg und steckten die Dächer in Brand. Während mehrerer Jahre diente die Ruine den Castillonnais als Baustoffquelle für die Errichtung oder Erweiterung ihrer Häuser. Antoine Lacroix ließ 1827 ein Bürgerhaus an der Stelle errichten.

## Einwohnerentwicklung
Nach Beginn der Aufzeichnungen stieg die Einwohnerzahl bis zur ersten Hälfte des 19. Jahrhunderts auf einen Höchststand von 600. In der Folgezeit sank die Größe der Gemeinde bei zwischenzeitlichen Erholungsphasen bis zu den 1970er Jahren auf ihren tiefsten Stand von 160 Einwohnern, bevor sich eine Phase mit zeitweise kräftigem Wachstum einstellte, die bis heute andauert.
| Jahr      | 1962 | 1968 | 1975 | 1982 | 1990 | 1999 | 2006 | 2011 | 2022 |
| --------- | ---- | ---- | ---- | ---- | ---- | ---- | ---- | ---- | ---- |
| Einwohner | 245  | 217  | 160  | 170  | 174  | 206  | 274  | 283  | 335  |

## Sehenswürdigkeiten

### Pfarrkirche Saint-Pierre
Sie ragt auf einem ersten kleinen Bau aus dem 14. Jahrhundert, der wiederum auf dem Grabmal der Vicomtes des Cogotois errichtet wurde. In mehrstufigen Arbeiten wurden ein Gewölbe, ein Glockenturm und eine Vorhalle hinzugefügt. Der heutige Glockengiebel mit vier Glocken stammt aus dem 19. Jahrhundert und hat die Form einer Mitra.

### Burgruine
Von der früheren Burg ist nur noch ein viereckiger Turm aus dem 11. Jahrhundert übrig geblieben.

## Wirtschaft und Infrastruktur

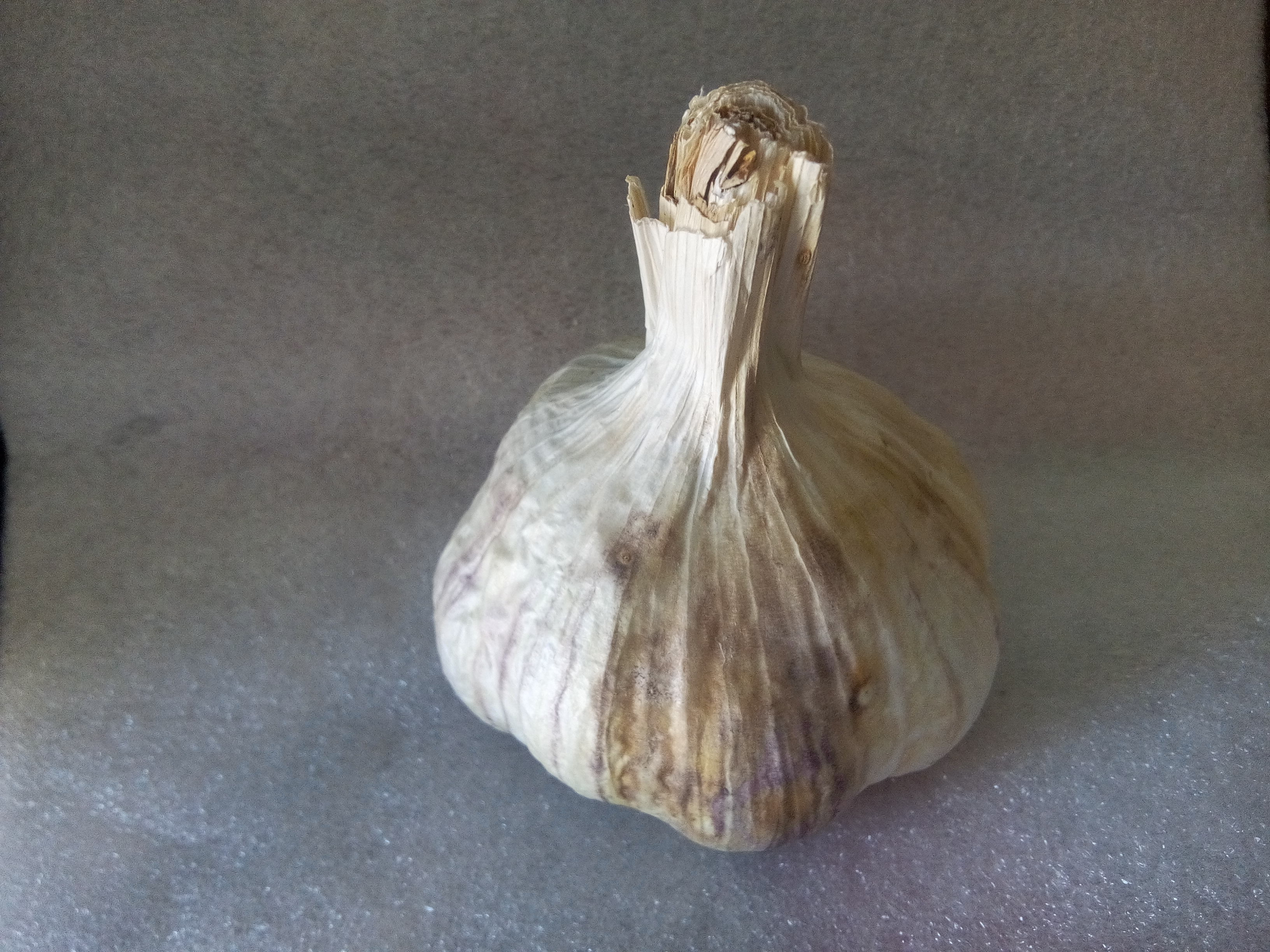
Ail violet de Cadours

Castillon-Savès liegt in der Zone AOC der Knoblauchsorte Ail violet de Cadours.

### Verkehr
Castillon-Savès ist über die Routes départementales 39, 160 und 243 erreichbar.

## Persönlichkeiten
- Christian Fauré (* 1951), Radrennfahrer